# ア・トゥイスト・イン・ザ・ミス
『ア・トゥイスト・イン・ザ・ミス』（A Twist in the Myth）は、ドイツのヘヴィメタルバンド、ブラインド・ガーディアンがが2006年に発表した通算8枚目のスタジオアルバム。
日本盤のみ「オール・ザ・キングス・ホーセズ（All the King's Horses）」が限定収録された。
初めて通常版の他にデジパック仕様版が同時発売され、デジパック仕様にはスペシャル・パッケージとブックレットに加えて、「フライ（FLY）」のマイナー版である、「デッド・サウンド・オブ・ミザリー（Dead Sound of Misery）」の1曲追加収録された。

## 解説
前作『ナイト・アット・ジ・オペラ』以来4年ぶりのアルバム。
前作と本作の間に、ハンズィはサイド・プロジェクト「ディーモンズ・アンド・ウィザーズ」の2枚目のスタジオ・アルバム『タッチド・バイ・ザ・クリムゾン・キング＋3（Touched by the Crimson King）』を発表。
2006年2月に「フライ」が先行シングルとして発表され、本作発売後の2007年5月にセカンドシングルとして「アナザー・ストレンジャー・ミー」を発売。
前年の2005年に脱退したドラマーのトーマス・スタッシュの代わりにドイツ・ヴィースバーデン近郊出身のフレデリック・エームケを新たに迎えての初めてのアルバムとなった。彼は他のメンバーよりも10歳ほど若いが、彼自身がブラインド・ガーディアンの大ファンであり、アンドレやマーカスと同じゲームファンとしてすぐに打ち解けた。
プロデュースは、前作から引き続き、チャーリー・バウアーファイント。
1曲目の「ディス・ウィル・ネヴァー・エンド」はのドイツの作家ヴァルター・モアーズ（Walter Moers）の（A Wild Ride Through the Night）をモチーフにしている。
2曲目の「アザーランド」は、タッド・ウイリアムズ（Tad Williams）の「アザーランド」をモチーフにしている。
4曲目の「フライ」は、映画「ネバーランド」の「ピーターパン」にインスパイアされた。
5曲目の「キャリー・ザ・ブレスド・ホーム」米作家スティーブン・キングの「ダーク・タワー」をモチーフにしている。

## 収録曲
作詞：ハンズィ・キアシュ、作曲：ハンズィ・キアシュ&アンドレ・オルブリッチ
1. ディス・ウィル・ネヴァー・エンド - This Will Never End - 5:07
2. アザーランド - Otherland - 5:16
3. ターン・ザ・ページ - Turn the Page - 4:19
4. フライ - Fly - 5:46
5. キャリー・ザ・ブレスド・ホーム - Carry the Blessed Home - 4:05
6. アナザー・ストレンジャー・ミー - Another Stranger Me - 4:37
7. ストレイト・スルー・ザ・ミラー - Straight Through the Mirror - 5:50
8. ライオンハート - Lionheart - 4:17
9. スカルズ・アンド・シャドウズ - Skalds and Shadows - 3:14
10. ジ・エッジ - The Edge - 4:30
11. ザ・ニュー・オーダ - The New Order - 4:54

### 日本盤ボーナス・トラック
1. オール・ザ・キングス・ホーセズ - All the King's Horses - 4:12

### 日本盤限定版ボーナス・トラック
1. デッド・サウンズ・オブ・ミザリー - Dead Sound of Misery - 5:18

## 参加ミュージシャン
- ハンズィ・キアシュ - ボーカル
- アンドレ・オルブリッチ - リードギター、バッキング・ボーカル、オーケストラ・アレンジ
- マーカス・ズィーペン - リズムギター、バッキング・ボーカル
- フレデリック・エームケ - ドラムス、パーカッション、フルート、バグパイプ

ゲスト・ミュージシャン
- オリヴァー・ホルツヴァルト - ベース
- オラフ・ゼンクバイル - バッキング・ボーカル
- ロルフ・ケーラー - バッキング・ボーカル
- トーマス・ハックマン - バッキング・ボーカル
- マーティン・G・メイヤー -  キーボード
- パッド・ベンツナー - キーボード

プロダクション
- チャーリー・バウアーファイント - プロデュース、マスタリング、ミキシング、エンジニア
- ブラインド・ガーディアン - プロデュース
- ヤン・ルーバッハ - エンジニア
- マルク・シェットラー - アシスタントエンジニア
- アンソニー・クラークソン - アートワーク
- アクセル・ユーサイト - 写真
- ニコライ・S・ジムキン - ブックレットデザイン